# Petjeneger

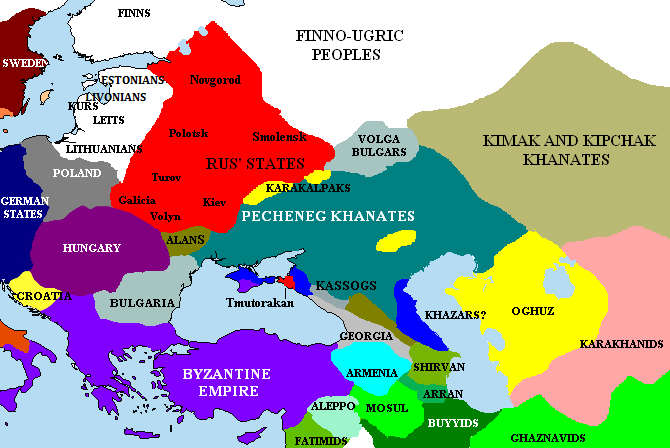
Östeuropa med den huvudsakliga utbredningen av petjenska bosättningar omk. 1015.

Petjeneger är den ryska benämningen på ett turkiskt nomadfolk som själva kallade sig kangli eller kangar och ursprungligen var bosatta mellan Volga och Ural. Patzinakitai kallades de av bysantinarna. Petjenegerna var omväxlande fiender och allierade med ruserna. 
År 860 begav sig petjenegerna västerut och trängde undan magyarerna 883 från Sydryssland, i synnerhet i området mellan Don och Dnjestr. De satte igång den ungerska folkvandringen. I ständiga strider med sina slaviska grannar och de från öster framträngande ghuzz blev de till slut besegrade av furst Jaroslav I av Kiev, varefter de drog mot sydväst för att 1091 fullständigt besegras av Alexios I Komnenos. 
På 1200-talet fanns det fortfarande petjeneger i Transsylvanien, men sedan omtalas de aldrig mer i hävderna. De måste i nästa generation ha uppgett sitt språk och gått upp i andra folk, som till exempel kumanerna och magyarerna. Något som kallades de petjenegiska byarna lär emellertid ha funnits i södra Ryssland ännu i början av 1900-talet.